# Diego Valeri
Pour les articles homonymes, voir Valeri.
Diego Hernán Valeri est un footballeur argentin né le 1er mai 1986 à Lanús, Argentine qui joue au poste de milieu de terrain avec le CA Lanús.

## Biographie
Diego a commencé sa carrière dans le club de sa ville natale en 2003, au fil des années il est devenu l'un des joueurs cadre de son club. Il remporte avec Lanús le championnat d'Argentine en 2007. Il est prêté au FC Porto pour 2 saisons avec une option d'achat de 7 millions d'euros en 2009. Finalement, il est prêté les six premiers mois de la saison 2010-2011 à Almeria.
Le 10 janvier 2013, le prêt de Valeri aux Timbers de Portland en tant que joueur désigné est annoncé. Il gagne le Trophée du nouveau venu de la MLS à l'issue de sa première saison américaine.
Après neuf saisons à Portland où il décroche plusieurs records de franchise, dont celui du meilleur buteur de l'histoire du club, Valeri est transféré à son club formateur du CA Lanús le 20 janvier 2022.

## Palmarès
- CA Lanús
  - Vainqueur du Championnat d'Argentine en Apertura 2007
- FC Porto
  - Vainqueur de la Coupe du Portugal en 2010
- Timbers de Portland
  - Vainqueur de la Coupe MLS en 2015